# Discovery Science
Discovery Science es un canal de televisión por suscripción producido por Warner Bros. Discovery. En Latinoamérica, Sureste Asiático, Europa y Australia se conoce como Discovery Science. Science Channel se caracteriza por transmitir programas de televisión (que fueron emitidos anteriormente en Discovery Channel) relacionado con la ciencia cubriendo todos los aspectos de la ciencia, como el espacio, tecnología, prehistoria y animal.

## Historia
Lanzado en 1999 y originalmente llamado Discovery Science, cambió su nombre a The Science Channel en 2002. En abril de 2003, el canal pasó por una renovación completa, al transmitir nuevos programas de televisión más actualizados.
En diciembre de 2007, Science Channel debutó un nuevo look al cambiar su logo a un cuadro naranja con las letras del elemento Sc en blanco. El diseño del logo es similar a la de la tabla periódica de los elementos, y el elemento que es usado es el Sc (scandium).
Las versiones internacionales de Science Channel son transmitidas en el Sureste Asiático, Europa y Australia como Discovery Science.
Discovery Science también tiene un canal de alta definición, Science Channel HD, que fue lanzado al aire el 1 de septiembre de 2007. La versión HD del canal tiene las letras HD en la esquina superior izquierda.

## Logotipos

2005-2009
2009-2011
2011-2016 (Estados Unidos) Desde 2011 (Latinoamérica)
Desde 2016 (Estados Unidos)

## Series
Una lista seleccionada de varios programas transmitidos en Discovery Science:
- Paleoworld
- Beyond Tomorrow
- Building the Ultimate
- Cosmos
- Discover Magazine
- How It's Made
- How Do They Do It?
- How the Universe Works
- Deconstructed
- Destroyed in Seconds
- Extreme Engineering
- Extreme Machines
- Invention Nation
- It's All Geek to Me
- Junkyard Wars
- MythBusters
- Patent Bending
- Raging Planet
- Survivorman
- Terra Nova
- Through the Wormhole
- Understanding
- What on Earth?
- Wonders of the Solar System
- Wonders of the Universe